# Cilunculus perspicax
Cilunculus perspicax is een zeespin uit de familie Ammotheidae. De soort behoort tot het geslacht Cilunculus. Cilunculus perspicax werd in 1908 voor het eerst wetenschappelijk beschreven door Loman. 